# Casto (gladiatore)
Casto (in latino: Castus; ... – Lucania, 71 a.C.) è stato un militare gallico che fuggì dalla scuola gladiatoria di Lentulo Batiato a Capua.
Insieme con il trace Spartaco e i compagni galli Crixo, Enomao e Gannico, egli divenne uno dei capi della rivolta degli schiavi di Capua durante la terza guerra servile (73-71 a.C.). Fu ucciso, insieme al suo co-comandante Gannico e ai suoi compagni Galli e Germani, dalle forze romane sotto il comando di Marco Licinio Crasso nella battaglia di Cantenna in Lucania nel 71 a.C.